# رافاييل بيرنال
رافاييل بيرنال (بالإسبانية: Rafael Bernal)‏ (28 يونيو 1915، مدينة مكسيكو في المكسيك - 17 سبتمبر 1972، برن في سويسرا)؛، كاتب مسرحي، صحفي، دبلوماسي، شاعر وروائي مكسيكي.

## الجوائز
- وسام الشمس

## روابط خارجية
- رافاييل بيرنال على موقع IMDb (الإنجليزية)